# 低磷血症
低磷血症（Hypophosphatemia）完整譯名為低磷酸鹽血症，也可簡稱為低血磷，是一种電解質不平衡，血液中磷酸鹽的濃度過低。症状包括可能虚弱、呼吸困难和食欲不振。并发症包括可能癲癇發作、昏迷、横纹肌溶解症或骨质软化。
可能病因包括酗酒、營養不良患者在開始餵食後發生的再餵食症候群、糖尿病酮症酸中毒、烧伤、过度换气和某些药物。也可能发生在副甲狀腺功能亢進、甲狀腺功能低下症和庫興氏症候群的情况下。血液中的磷酸盐浓度低于 0.81 mmol/L（2.5 mg/dL）時即可診斷低血磷。当血磷濃度低于 0.32 mmol/L（1.0 mg/dL），即为嚴重低血磷。
病因不同，治疗不同。可透过口服或静脉注射補充磷酸盐。约 2% 的住院患者和 70% 的加護病房患者患有低磷血症 。